# Halocaridinides fowleri
Halocaridinides fowleri is een garnalensoort uit de familie van de Atyidae. De wetenschappelijke naam van de soort is voor het eerst geldig gepubliceerd in 1968 door Gordon in Gordon & Monod.